# انتخابات الرئاسة الكولومبية 1922
انتخابات الرئاسة الكولومبية 1922 هي الانتخابات الرئاسية التي جرت في 1922، في كولومبيا، لانتخاب رئيس كولومبيا، فاز بالانتخابات بيدرو نيل أوسبينا.